# Okręg wyborczy North West Essex
Okręg wyborczy North West Essex powstał w 2023 r. i wysyła do brytyjskiej Izby Gmin jednego deputowanego. Obejmuje częśc terytorium dystryktów City of Chelmsford i Uttlesford.

## Deputowani do brytyjskiej Izby Gmin z okręgu North West Essex
- 2024- : Kemi Badenoch, Partia Konserwatywna[2]